# Hippasinae
Hippasinae is een onderfamilie van spinnen uit de familie wolfspinnen (Lycosidae).
Tot deze groep behoren onder meer de geslachten Sosippus, Aglaoctenus en Hippasa. In tegenstelling tot andere wolfspinnen jagen deze spinnen niet, maar maken net als de trechterspinnen een trechterweb.